# Elisa Tovati

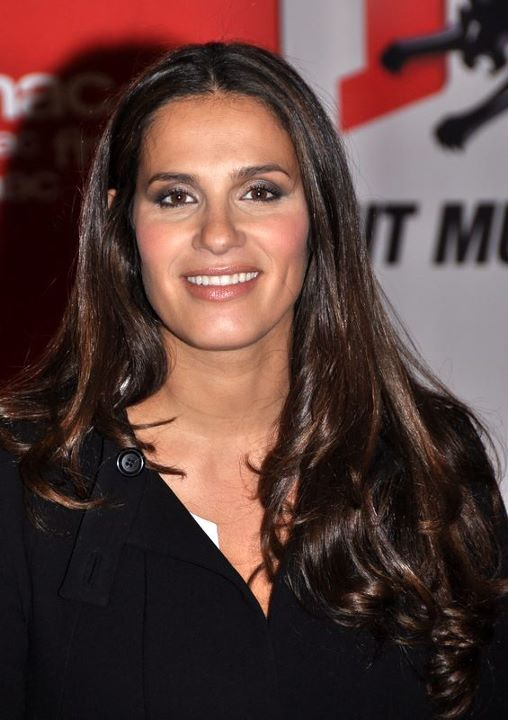
Elisa Tovati bei den NRJ Music Awards 2012

Elisa Tovati (* 1976 als Elisa Touati) ist eine französische Sängerin, Schauspielerin und TV-Persönlichkeit.

## Jugend
Elisa Tovati wurde 1976 in Paris geboren. Ihre Eltern stammen von Russisch-Marokkanischen Juden ab. Sie zeigte schon sehr früh Interesse an Theater; während ihrer Jugend hat sie gemeinsam mit Stéphane Tapie das französische Programm Y'a pas d'lézard präsentiert.

## Film
Sie wirkte in vielen Filmen mit, beispielsweise in Navarro, Highlander und Extrême Limite. Ihre Gesangskarriere entwickelte sich, nachdem sie während Roger Hanins Soleil und dem bedeutenderen La Vérité si je mens ! 2 (2001), wo sie die Freundin José Garcias spielte, entdeckt wurde.
2007 spielte sie in 39,90 mit Jean Dujardin und Vahina Giocante.

## Gesangskarriere
Ihre Gesangskarriere begann im selben Jahr, in dem ihr letzter Film in die Kinos kam. Sie nahm ihr erstes Album auf, dessen Name von ihrem ersten Song kommt, die es in die Top 50 der französischen Charts schaffte, Moi, je t'aime pour rien. Ihr 2002 erschienenes Album, Ange Étrange, wurde durch andere Persönlichkeiten der Musikindustrie möglich gemacht, namentlich Rick Allison, Richard Seff, Patrick Bruel, Yaël Benzaquen und dem gegensätzlichen Musiker Axelle Renoir.

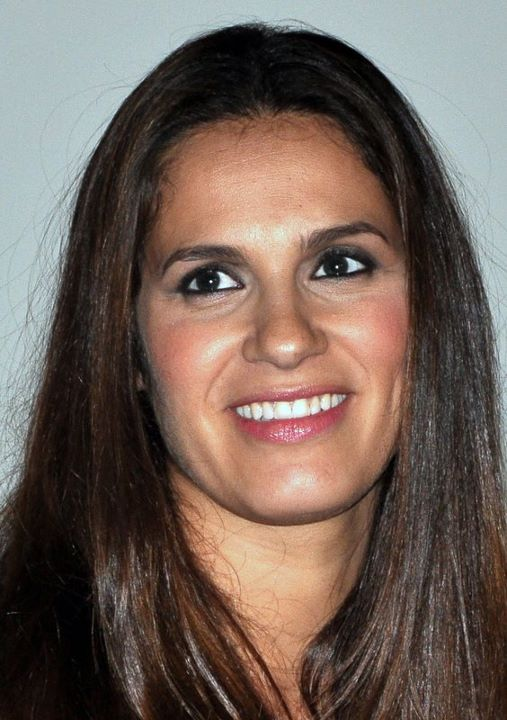
Elisa Tovati bei der Premiere von La Vérité si je mens ! 3 im Januar 2012

2011 erschien ihr erstes Album nach sechs Jahren, Le syndrome de Peter Pan.

## Weitere Tätigkeiten
2014 nahm sie an der fünften Staffel der französischen Tanzshow Danse avec les stars teil.

## Privatleben
2006 heiratete Tovati Universals Musikproduzenten Sébastien Saussez. Das Paar hat zwei Söhne.

## Diskografie

### Alben
| Jahr | Titel                                         | Höchstplatzierung, Gesamtwochen, AuszeichnungChartplatzierungen (Jahr, Titel, Platzierungen, Wochen, Auszeichnungen, Anmerkungen) | Höchstplatzierung, Gesamtwochen, AuszeichnungChartplatzierungen (Jahr, Titel, Platzierungen, Wochen, Auszeichnungen, Anmerkungen) | Höchstplatzierung, Gesamtwochen, AuszeichnungChartplatzierungen (Jahr, Titel, Platzierungen, Wochen, Auszeichnungen, Anmerkungen) | Anmerkungen                            |
| Jahr | Titel                                         | FR | BEW | CH | Anmerkungen                            |
| ---- | --------------------------------------------- | --- | --- | --- | -------------------------------------- |
| 2002 | Ange Étrange                                  | — | — | — | Erstveröffentlichung: 18. Oktober 2002 |
| 2006 | Je ne mâche pas les mots                      | FR53 (18 Wo.)FR | — | — | Erstveröffentlichung: 22. Mai 2006     |
| 2011 | Le syndrome de Peter Pan                      | FR45 (18 Wo.)FR | BEW33 (8 Wo.)BEW | — | Erstveröffentlichung: 12. August 2011  |
| 2014 | Cabine 23                                     | FR69 (4 Wo.)FR | — | — | Erstveröffentlichung: 24. Februar 2014 |
| 2019 | Le cœur est la locomotive des filles émotives | — | — | — | Erstveröffentlichung: 10. Mai 2019     |
| 2023 | Elisa fait son cinéma                         | — | — | — | Erstveröffentlichung: 23. Juni 2023    |

### Singles
| Jahr | Titel Album                                     | Höchstplatzierung, Gesamtwochen, AuszeichnungChartplatzierungen (Jahr, Titel, Album, Platzierungen, Wochen, Auszeichnungen, Anmerkungen) | Höchstplatzierung, Gesamtwochen, AuszeichnungChartplatzierungen (Jahr, Titel, Album, Platzierungen, Wochen, Auszeichnungen, Anmerkungen) | Höchstplatzierung, Gesamtwochen, AuszeichnungChartplatzierungen (Jahr, Titel, Album, Platzierungen, Wochen, Auszeichnungen, Anmerkungen) | Anmerkungen                                                              |
| Jahr | Titel Album                                     | FR | BEW | CH | Anmerkungen                                                              |
| ---- | ----------------------------------------------- | --- | --- | --- | ------------------------------------------------------------------------ |
| 2002 | Moi, je t’aime pour rien Ange Étrange           | FR93 (2 Wo.)FR | — | — | Erstveröffentlichung: Februar 2002                                       |
| 2007 | Pour que tu sois libre (La rose Marie Claire) – | FR21 (14 Wo.)FR | — | — | mit Leslie, Anggun, Jennifer Mc Cray, Natasha Saint-Pier & Julie Zenatti |
| 2011 | Il nous faut Le syndrome de Peter Pan           | FR6 (44 Wo.)FR | BEW1 Platin · (24 Wo.)BEW | CH36 (7 Wo.)CH | Erstveröffentlichung: 11. Mai 2011 mit Tom Dice                          |

## Filmografie
- 1993: Premiers baisers (Fernsehserie, eine Folge)
- 1993: Macho (Huevos de oro)
- 1994: 3000 scénarios contre un virus (Fernsehserie, eine Folge)
- 1995: Nestor Burmas Abenteuer in Paris (Fernsehserie, eine Folge)
- 1995: Die Draufgänger (Extrême limite, Fernsehserie, zwei Folgen)
- 1995: Les derniers mots (Kurzfilm)
- 1995, 1997: Kommissar Navarro (Navarro; Fernsehserie, zwei Folgen)
- 1997: À fond la caisse (Kurzfilm)
- 1997: Highlander (Fernsehserie, eine Folge)
- 1997: Soleil
- 1998–1999: Au cœur de la loi (Fernsehserie, sechs Folgen)
- 2001: La vérité si je mens! 2
- 2002: Génération start-up (Fernsehfilm)
- 2002: Sexes très opposés
- 2004: Paul Sauvage (Fernsehfilm)
- 2004: Nero – Die dunkle Seite der Macht (Imperium: Nerone, Fernsehfilm)
- 2006: Fabien Cosma (Fernsehserie, eine Folge)
- 2007: Freie Zone (Zone libre)
- 2007: 39,90 (99 francs)
- 2008: La jeune fille et les loups
- 2009: Cyprien
- 2011: Glück auf Umwegen (La chance de ma vie)
- 2011: Comme tu lui ressembles (Kurzfilm)
- 2012: La vérité si je mens! 3
- 2012: Tu honoreras ta mère et ta mère
- 2014: Le Dernier Mirage